# Jennifer Screen
Jennifer Screen (25 de fevereiro de 1983) é uma basquetebolista profissional australiana, medalhista olímpica.

## Carreira
Jennifer Screen integrou a Seleção Australiana de Basquetebol Feminino, em Pequim ganhando a medalha de prata e em Londres 2012, conquistando a medalha de bronze.